# Ballesteros de Calatrava
Ballesteros de Calatrava este un oraș din Spania, situat în provincia Ciudad Real din comunitatea autonomă Castilia-La Mancha. Are o populație de 574 de locuitori.